# 壱百満天原サロメ
壱百満天原 サロメ（ひゃくまんてんばら サロメ）は、ANYCOLOR株式会社が運営するバーチャルYouTuberグループ「にじさんじ」に所属するバーチャルライバーである。愛称はサロメ嬢等。
インターネットスラングやオタク知識を背景とした言葉を多用しつつお嬢様口調（「ですわ」口調）で話すキャラクターを特徴とする。2022年5月24日の初配信から人気を集め、14日後の6月7日にYouTubeのチャンネル登録者数が100万人を突破した。これはバーチャルYouTuberとしては史上最速である。高いトーク力や、話題の引き出しの多さ、VTuberになじみが薄くてもとっつきやすいキャラクター性、個性やジェンダーへの向き合い方などで人気を博している。キャラクターデザインは緜。

## 外見・公式設定
服装は黒と赤のドレス。髪型は肩口から腰にかけて縦ロールのロングヘアーで瞳と同じ薄紫色をしている。
いかにも典型的なお嬢様キャラクターと思われる特徴を持っているが、髪や口調は生まれつきであり、触れ込みは「お嬢様に憧れる一般人女性」である。

## 来歴
学生時代はひきこもりを経験し、大学は中退している。年齢は20代。
2022年5月21日ににじさんじよりデビューがアナウンスされ、同日にTwitterアカウントが始動した。「本当のお嬢様に憧れる一般女性」という紹介や、にじさんじではソロデビューがそれまでなかったことなどから、ファンの間で注目を集めた。また、にじさんじ公式Twitterアカウントのフォロワー数が100万人を超えたタイミングで発表されたことから、単なる新人のデビューではなく何らかの企画ではないかという臆測も流れた。
同月24日にYouTubeにて初めての配信を行った。この配信では、自己紹介とともににじさんじを運営するANYCOLOR株式会社のCEOである田角陸の写真を使用し、自身の住民票・履歴書・胃カメラの内視鏡画像を公開した。この配信の最高同時視聴者数は9万人であった。また、配信直後にチャンネル登録者数が10万人を超えた。複数のメディアが、個人情報や胃を公開したことは、多くのVTuberファンに衝撃を与えた、と報じている。
デビュー13日後の6月2日には登録者数80万人を突破し、同月7日に登録者数100万人を突破した。デビューから約3か月たった同年8月22日には、相羽ういは、グウェル・オス・ガール、早瀬走の3人とのコラボ動画が公開された。それまでは、他者の配信に動画を提供する、名前が出る、等はあったものの、にじさんじの他のライバーと直接コラボしたのはこの動画が初である。
2023年9月28日、総務省はSNS上の誹謗中傷への対策を扱う、動画と特設サイトを公開した。どちらも壱百満天原が起用され、中傷被害の対処やSNS事業者への削除申請、情報開示方法などを解説している。

### 樹立した記録
YouTubeのデータを収集・公開しているPlayboardの集計によると、YouTubeチャンネルの収益化開始初日である2022年6月1日のスーパーチャットは合計550万円近くに達し、初日を含む6月第1週において世界で最もスーパーチャットを集めたバーチャルYouTuberとなった。
PANORAの「週間VTuberランキング」によると、5月29日からの一週間と6月5日の一週間の両方で、全VTuberの動画・配信の中で最も再生回数が多かったのは壱百満天原の配信であった。2022年5月28日の『バイオハザード7』の配信で11万3000人、翌29日には12万7609人を記録している。バーチャルYouTuberの個人通常配信（コラボ、新衣装お披露目や3D化などの企画除く）としては当時、この二つの配信が2位と1位であった。
6月7日に登録者数100万人を突破した。これは初配信から14日後、活動開始からは17日後である。にじさんじの女性ライバーとして初めての100万人を達成し、またバーチャルYouTuberとしてみても、がうる・ぐらの39日を抜いて史上最速である。日本のYouTubeチャンネルに関する情報を収集している「ユーチュラ」によれば、活動開始から17日での登録者数100万人達成は「ジャにのちゃんねる」と「ほんだのばいく」の18日を抜き、「手越祐也チャンネル」の12日に次ぐ5番目の早さである。女性YouTuberとしてみても、本田翼や白石麻衣を抜いて史上最速である。6月20日ごろ、それまでにじさんじ所属ライバーの中で登録者数が最も多かった葛葉を抜き、チャンネル登録者数が133万人を突破した。これにより、彼女はにじさんじで最も登録者数が多いライバーとなった。
2022年12月6日にYouTubeが主催して開催された「YouTube Fanfest Japan 2022」にて、2022年の「国内トップ登録者増加クリエイター」部門の第1位であると発表された。「国内トップゲーム動画」部門においては、壱百満天原の『バイオハザード7』の実況動画が8位にランクインした。

## 活動スタイル
生配信は深夜0時から始まり1時間程度で終了することが多く、前回までのあらすじをイラストで紙芝居のように紹介するパートから配信が始まる。話題の幅が広く特にオタク文化に精通しており、なおかつ、お嬢様口調で有名なインターネットスラングや粗野な単語を常用する言葉遣いから、複数のメディアで、漫画『ゲーミングお嬢様』と関連付けて報じられている。
声はやや甲高く、漫画やアニメに出てくる、いわゆるお嬢様口調でしゃべる。配信中はお嬢様口調を崩さず、ゲームに表示される文章もお嬢様口調に変換して読み上げる。やがて動画に寄せられるコメントもお嬢様口調が増えていき、これにより、視聴者とのコールアンドレスポンスが発生する。彼女の配信を初めて見た者も、「ですわ」を付けて発言するだけで一体感を味わうことができるとされる。また、単語の頭に「お」を付ける頻度が高い。
自身のツイッターアカウントでは、トレンドアイテムや愛用のコスメをイラストに描いて紹介している。生配信だけでなく歌動画も再生回数が多い。PANORAの「週間VTuberランキング」再生数編で、自身の歌動画が1位であったことが複数回ある。

## 評価
ウェブメディア『MoguLive』においてライターのたまごまごは、突飛なパフォーマンスやわかりやすい「オタクスラングを言う縦巻きロールお嬢様（風）」というキャラクターの強さだけでなく、トーク力の高さと配信の丁寧さも評価を高めている要因である、と評価している。週プレNEWSの記事では「アッパーなお嬢様感と思慮深い令嬢感」を併せ持つと表現している。
同じくたまごまごは、個性やジェンダーへの向き合い方が評価されている、とも述べている。LGBTQを強調せずに、ごく自然なものとして扱う様が、少なからぬファンから讃されている。それと並んで、女性の月経に関しても隠すことなくオープンに表明する。自らの生理痛が重篤で配信予定を撤回しなければならない際に、原因は生理痛である、と明言したことがあった。このようなスタンスに対しては、「生々しくセンシティブだ」などの否定的な意見や「知名度の高い人がオープンに言ってくれると有難い」という肯定的な意見がある。
ウェブメディア『KAI-YOU』においてライターのくさのこーは、初配信から6月5日までの12回の生配信全てで10万人前後の同時視聴者を集めていることについて、これほどまでの同時視聴者数はバーチャルYouTuberの配信においてはこれまで何かしらのイベント以外では見られなかったことであり、ニュースや口コミを通じてデビュー後の盛り上がりを知ったバーチャルYouTuberにこれまであまり知らなかった人からも関心を集め、ファンとして定着させることができていることが大きな要因であると分析している。ファンであることを公言している織田信成は彼女との対談で、初めて知ったVTuberが壱百満天原であると答えている。壱百満天原の配信には常に、人を傷付けない配慮があるため、楽しく安心して家族と一緒に配信を見ることができる、とも述べている。
6月8日には、壱百満天原の所属するにじさんじを運営する会社、ANYCOLORが東証グロース市場に新規上場した。同月9日と10日は買い注文が殺到し、2日連続でストップ高となった。ANYCOLOR好調の具体例として、複数のメディアが壱百満天原らをあげている。バイドゥが2022年6月・7月に10歳から24歳の男女318人を対象に実施した好きなVTuberの調査では2位であった。CM総合研究所の調査によると、壱百満天原が出演した日清食品の『完全メシカレーメシ』『完全メシラ王』のCMは若年層から、内田有紀と共演したヤクルト『ソフール』のCMは10代20代の女性や主婦層から好評を得た。

### 受賞歴
2022年
- ガジェット通信ネット流行語大賞2022上半期 - 金賞（「壱百満天原サロメ」「サロメ嬢」）[47]
- memedays 2022年下半期トレンド予測 - 芸能人・インフルエンサー部門[23]
- memedays 2022年下半期10代トレンドランキング - インフルエンサー部門 1位[48]
- 第35回小学館DIMEトレンド大賞 - ベストキャラクター賞[49]

2023年
- 吉本興業 GAME STREAMERS AWARDS 2022-2023 - 話題賞[50]
- ファミ通・電撃ゲームアワード2022 - ベストVTuber部門[51][52]

## 出演
2022年
- 報道RUNNER（9月29日 カンテレ）
- にじさんじフェス2022「視聴覚室」（10月2日 幕張メッセ）
- 『りぼん』11月号
- 『別冊コロコロコミック』12月号
- 日清食品 日清完全メシCM（10月16日）
- 完全メシ「完全ハイテンSHOW!!」（11月28日 日清食品公式YouTubeチャンネル）
- YouTube Fanfest Japan 2022 （12月6日）

2023年
- 新世界 メタバースTV!!（1月15日 テレビ朝日）
- ヤクルト本社 ソフールCM「おヨーグルト篇」
- ケンタッキー・フライド・チキンテレビCM「パーティバーレル『ずーっと一緒』篇」（12月1日-10日）